# Gavin Bryars
Richard Gavin Bryars (Yorkshire, Regne Unit, 1943) és un compositor i contrabaixista anglès, que ha produït obres en estils musicals molt diferents com ara el jazz, la improvisació lliure, el minimalisme, la música experimental i d'avantguarda, el neoclassicisme i la música ambient.

## Biografia
Nascut a Goole, al comta d'East Riding of Yorkshire a Anglaterra. Va cursar filosofia a la Universitat de Sheffield amb anterioritat a seguir estudis musicals durant tres anys.
El primer treball pel qual és recordat és el seu paper com a contrabaixista en el trio de Joseph Holbrooke. Aquesta formació era activa en la dècada dels seixanta en el Regne Unit, particularment en Sheffield i els seus voltants, juntament amb el guitarrista Derek Bailey i el percussionista Tony Oxley. El trio va començar interpretant jazz en un estil relativament tradicional abans de decantar-se cap a la improvisació lliure. No obstant això, Bryars va quedar descontent cap a aquest treball quan va veure el jove contrabaixista Johnny Dyani interpretar d'una forma que li va semblar artificial i va inclinar-se més aviat cap a la composició.
Les primeres composicions de Bryars estan fortament influenciats per l'anomenada Nova York School (Escola de Nova York) de John Cage (amb qui va estudiar per un breu període), Morton Feldman, Earle Brown i el minimalisme. La seua primera composició coneguda, The Sinking of the Titanic (El naufragi del Titanic, 1969), és un treball quasi indeterminístic que permet als executants prendre una varietat de sons relacionats amb el naufragi del Titanic i conjunyir-los en una obra musical.
Una obra molt coneguda d'aquest primer període és Jesus' Blood Never Failed Me Yet (La Sang de Jesús ja mai no m'ha fallat, 1971), la base de la qual és un loop musical amb l'enregistrament d'un vagabund improvisant l'himne religiós d'eixe nom. AL començament de cada loop, es construeixen riques harmonias executades per un conjunt musical tocant en viu, contínuament creixent en densitat fins que el conjunt s'esvaeix gradualment. En la dècada dels noranta es va efectuar un nou enregistrament d'aquesta obra, amb Tom Waits cantant amb l'enregistrament original del rodamón durant la secció final de l'obra.
Bryars va ser membre fundador de la Portsmouth Simfonia, una orquestra els membres de la qual consistirien en intèrprets que "abastaren la totalitat de la competència musical" – i que interpretaren (o esperaven interpretar) peces de música clàssica popular. Un dels seus membres va ser Brian Eno, que la seua discogràfica Obscure Records publicaria els següents treballs de Bryars. En una de les tres primeres produccions per al segell, l'àlbum de Brian Eno Discreet Music, Bryars va coarreglar les tres peces denominades "Three Variations on the Canon in D major by Johann Pachelbel" (Tres variacions sobre el cànon en re major de Johann Pachelbel) que constitueixen la segona meitat del disc.
Les composicions més recents de Bryars inclouen A Man In A Room, Gambling (Un home en una habitació, apostant, 1997), una obra comissionada per l'emissora de ràdio BBC Radio 3. En ella, la música de Bryars s'escolta sota uns monòlegs interpretats per l'artista espanyol Juan Muñoz, que parla sobre mètodes de fer trampa en els jocs de cartes.
Bryars ha escrit un bon nombre d'obres, incloent tres òperes, i diverses peces instrumentals, entre les quals es troben tres quartets de corda i diversos concerts, d'entre els quins podem destacar un escrit per a oboè baix en 1994. Ha escrit també diverses peces coreogràfiques, com Biped (Bípede, 2001) para Merce Cunningham. Entre 1981-1984 va participar en the CIVIL warS (les GUERRES CIVILS), un vast projecte multimèdia inconclús dirigit per Robert Wilson.
Bryars va ser el fundador del departament de música de la Politècnica de Leicester (avui, Universitat De Montfort), on va impartir cursos durant diversos anys. En l'actualitat resideix a Anglaterra i, en els mesos d'estiu, en la costa occidental del Canadà.